# Abaradira
Abaradira ist eine antike Stadt, die in der römischen Provinz Byzacena (Sahelregion Tunesiens) lag. Sein genauer Standort ist unbekannt, aber es wäre im zentralen Teil des heutigen Tunesien gewesen.
Die Stadt war Bischofssitz. Allerdings ist nur ein Bischof namens Praefectianus, der 484 n. Chr. vom Vandalenkönig zu einer Konferenz berufen und kurz darauf ins Exil geschickt wurde, bekannt. Auf diesen geht das Titularbistum Abaradira zurück. Abaradira überlebt als Titularbistum und der Titel wird jetzt von Marko Semren, Weihbischof von Banja Luke, Bosnien, gehalten.